# Rhanidophora ridens
Rhanidophora ridens är en fjärilsart som beskrevs av George Francis Hampson 1902. Rhanidophora ridens ingår i släktet Rhanidophora och familjen nattflyn. Inga underarter finns listade.